# Sphagnum atroligneum
Sphagnum atroligneum är en bladmossart som beskrevs av H. Crum 1997. Sphagnum atroligneum ingår i släktet vitmossor, och familjen Sphagnaceae. Inga underarter finns listade i Catalogue of Life.